# Joseph Russegger
Joseph Russegger, Joseph, Ritter von Russegger (ur. 18 października 1802 w Salzburgu, zm. 20 czerwca 1863 w Schemnitz) – austriacki geolog, podróżnik, zarządca kopalń.

## Życiorys
W 1825 ukończył studia w Akademii Górniczo-Leśnej w Bańskiej Szczawnicy, po czym wstąpił do służby państwowej i pracował jako zarządza cesarskich kopalń złota i srebra w Böckstein (dziś dzielnica Bad Gastein) w Wysokich Taurach.
W latach 1836–1838 kierował wyprawą naukową, która przez Cylicję, Syrię i Egipt, podróżując w górę Nilu, dotarła aż do Sudanu (w jej składzie był m.in. urodzony w Ustroniu austriacki botanik Theodor Kotschy). W Egipcie, na życzenie wicekróla Muhammada Alego, przeprowadził pierwsze geologiczne rozpoznanie kraju. W Sudanie badał zasoby mineralne kraju, odkrywając m.in. złoża złota. Po powrocie z Afryki odbył szereg podróży naukowych po południowej Europie i Palestynie. Rezultatem tych wypraw były 7-tomowe Reisen in Europa, Asien und Afrika z atlasem (Stuttgart 1841-50).
W 1843 został zarządcą kopalni soli w Wieliczce, którą kierował przez 7 lat (pamiątką po tym okresie jest m.in. siedem komór nazywanych do dziś jego nazwiskiem, które znajdują się na terenie Muzeum Żup Krakowskich Wieliczka w kopalni soli). W 1850 został powołany na stanowisko radcy ministerialnego i zarządcy majątków cesarskiej Komory Górniczej i Leśnej. Jednocześnie został dyrektorem swej Alma Mater – Akademii Górniczo-Leśnej w Bańskiej Szczawnicy. W 1848 został członkiem Wiedeńskiej Akademii Nauk. W 1853 otrzymując tytuł Ritter został podniesiony do stanu szlacheckiego.

## Literatura
- Jontes L., Müller G., „Russegger Josef von”, w: Österreichisches Biographisches Lexikon 1815–1950, Band 9, Verlag der Österreichischen Akademie der Wissenschaften, Wien 1988, s. 334-335, ISBN 3-7001-1483-4.
- Gümbel, Wilhelm von, „Russegger, Joseph Ritter von”, w: Allgemeine Deutsche Biographie, Band 30, Duncker & Humblot, Leipzig 1890, s. 14.